# Poul Ib Henriksen
Poul Ib Henriksen (30. marts 1937 i Nykøbing Falster, død 12. marts 2022) var en dansk fotograf.
Poul Ib startede som 14-årig med at fotografere. Som autodidakt fotograf med kunstnerisk tilsnit slog han igennem med fotografiet af en lille kat på Ege Rya tæpper og fotograferede bl.a. kataloger for Bang & Olufsen i sit studie på Dronning Margrethes Vej 83 i Aarhus. Den kunstneriske vej prægede Poul Ib, der i 1960erne var med i miljøet omkring Galleri Ved Aaen i Aarhus. Sidenhen arbejdede han sammen med forskellige kunstnere som forfatteren Per Højholt, komponisten Gunner Møller Pedersen, komponisten Fuzzy, digteren Peter Laugesen og med køkkenchef på Restaurant Gammel Åbyhøj Arne Fusager.

## Udstillinger
- "Sonde 73" Århus Kunstbygning, 1973

## Udgivelse
- "Århus / seen through the eyes of Christian Vogt and Poul Ib Henriksen" af Christian Vogt (tekst), C. F. Garde (forord) og Poul Ib Henriksen (foto), ISBN 87-984625-0-4 (1993)
- "Vores køkken i Provence" af Arne Fusager og Birthe Sandager, fotos ved Poul Ib Henriksen, ISBN 87-583-0913-6 (Forlaget Centrum 1996)
- "Svinkløv Badehotel : maden og stedet" af Mikael Christensen (tekst) og Poul Ib Henriksen (foto), ISBN 87-11-16290-2 (Aschehoug 2001)
- "Arkitekturfortællinger : om Aarhus Universitets bygninger" af Olaf Lind (teskt) og Poul Ib Henriksen (foto), ISBN 978-87-7288-972-6 (Aarhus Universitetsforlag 2003)
- "Vores køkken i Provence II" af Arne Fusager og Birthe Sandager, fotos ved Poul Ib Henriksen, ISBN 87-567-6883-4 (Politikens Forlag 2003)
- "Mikael Christensens fiskekogebog" af Mikael Christensen (opskrifter og tekst) og Poul Ib Henriksen (foto), ISBN 87-11-16757-2 (Aschehoug 2004)
- "Sønderho Kro : maden og stedet" af Birgit Sørensen (opskrifter og tekst), Mette Hyldgaard (opskrifter) og Poul Ib Henriksen (foto), ISBN 87-11-16785-8 (Aschehoug 2004)
- "Arkitekturen og kunsten : Handelshøjskolen i Århus" Poul Ib Henriksen (foto), ISBN 87-7882-144-4 (Handelshøjskolen i Århus 2006)
- Århus – fortalt af Peter Laugesen og Poul Ib Henriksen, ISBN 978-87-7692-025-8 (Jylland-Postens Forlag 2007)
- "Ruths Hotel & Michel Michaud" af Edit Moltke-Leth (tekst), Michel Michaud (opskrifter) og Poul Ib Henriksen (foto), ISBN 978-87-567-8246-3 (Politikens Forlag 2007)
- “Fotograf Poul Ib - Rejsen” af Poul Ib Henriksen (foto) og Peter Laugesen (tekst), ISBN 978-87-998-1341-4 (Forlaget Mimesis)